# Colton Herta
Colton Herta, né le 30 mars 2000 à Valencia, est un pilote automobile américain. Il est le fils de Bryan Herta. En 2019, il devient le plus jeune vainqueur d'une course d'IndyCar Series, à 18 ans et 11 mois.

## Biographie
Colton Herta fait ses débuts en karting à l'âge de 10 ans, avant de passer à la monoplace à 13 ans. En 2014, il intègre les Road to Indy, en rejoignant le championnat US F2000 National Championship. Il est contraint de manquer la première manche du championnat, n'ayant pas les 14 ans requis pour y participer. Il fait aussi ses premières apparitions à l'étranger, en Malaisie, où il remporte l'une des trois courses. Il devient également le plus jeune pilote à participer au Global Rallycross Championship, en effectuant une simple pige dans la catégorie Lites.
En 2015, il traverse l'océan Atlantique, et rejoint la MSA Formula, équivalent de la Formule 4 britannique. Il remporte sa première victoire sur le circuit de Snetterton, puis s'impose à trois autres reprises, pour se classer troisième du championnat. En 2016, trop jeune pour participer à la Formule 3 britannique, il roule en Euroformula Open, championnat espagnol de Formule 3, dont il se classera également troisième.
En 2017, il effectue son retour aux États-Unis en rejoignant l'antichambre des IndyCar Series : les Indy Lights. Il remporte deux victoires, l'une à St. Petersburg, et l'autre à Barber Motorsports Park. Il termine troisième du championnat, et est élu débutant de l'année. L'année suivante, il rempile dans la discipline, et termine vice-champion derrière le Mexicain Patricio O'Ward. Il effectue aussi sa première apparition en IndyCar en fin d'année.
En 2019, il participe aux 24 Heures de Daytona et remporte sa catégorie GTLM avec Connor De Phillippi, Augusto Farfus et Philipp Eng. Il signe en tant que titulaire pour la saison entière d'IndyCar chez Harding Steinbrenner Racing. 
Dès la deuxième course de la saison, il remporte le Grand Prix d'Austin sur le circuit des Amériques, devenant à 18 ans, 11 mois et 23 jours, le plus jeune pilote de tous les temps à remporter une course en IndyCar.
En 2022, il remporte le Grand Prix d'Indianapolis.

## Carrière

### Résultats en monoplace
| Saison    | Championnat                                 | Écurie                       | Courses | Victoires | Pole positions | Meilleurs tours | Podiums | Points | Classement |
| --------- | ------------------------------------------- | ---------------------------- | ------- | --------- | -------------- | --------------- | ------- | ------ | ---------- |
| 2012-2013 | SBF2000 Winter Series                       | écurie non connue            | 12      | 1         | 1              | 0               | 4       | 287    | 6e         |
| 2013      | Formula Pacific 1600                        | PR1/BHA avec Curb Agajanian  | 15      | 10        | 6              | 10              | 15      | 413    | Champion   |
| 2014      | US F2000 National Championship              | JAY Racing                   | 12      | 0         | 0              | 1               | 0       | 115    | 15e        |
| 2015      | Championnat de Grande-Bretagne de Formule 4 | Carlin                       | 30      | 4         | 3              | 8               | 12      | 355    | 3e         |
| 2016      | Euroformula Open                            | Carlin Motorsport            | 16      | 4         | 5              | 4               | 7       | 199    | 3e         |
| 2016      | Championnat d'Espagne de Formule 3          | Carlin Motorsport            | 6       | 2         | 2              | 1               | 4       | 94     | 2e         |
| 2016      | Championnat de Grande-Bretagne de Formule 3 | Carlin Motorsport            | 6       | 1         | 0              | 1               | 3       | 109    | 19e        |
| 2016      | Masters de Formule 3                        | Carlin Motorsport            | 1       | 0         | 0              | 0               | 0       | N/A    | 13e        |
| 2017      | Indy Lights                                 | Andretti Steinbrenner Racing | 16      | 2         | 7              | 3               | 7       | 300    | 3e         |
| 2018      | Indy Lights                                 | Andretti Steinbrenner Racing | 17      | 4         | 3              | 7               | 13      | 447    | 2e         |

### Résultats en IndyCar Series
| Saison | Écurie                                  | GP disputés | Pole positions | Victoires | Podiums | Meilleur tours | Points inscrits | Classement |
| ------ | --------------------------------------- | ----------- | -------------- | --------- | ------- | -------------- | --------------- | ---------- |
| 2019   | Harding Steinbrenner Racing             | 17          | 3              | 2         | 2       | 2              | 420             | 7e         |
| 2020   | Andretti Harding Steinbrenner Autosport | 14          | 1              | 1         | 2       | 0              | 421             | 3e         |
| 2021   | Andretti Autosport avec Curb Agajanian  | 16          | 3              | 3         | 5       | 2              | 311             | 5e         |
| 2022   | Andretti Autosport                      | 17          | 2              | 1         | 2       | 0              | 381             | 8e         |
| 2023   | Andretti Autosport                      | 17          | 2              | 0         | 1       | 0              | 356             | 10e        |
| 2024   | Andretti Global                         | 18          | 3              | 2         | 6       | 1              | 512             | 2e         |
| 2025   | Andretti Global                         |             |                |           |         |                |                 | e          |